# Civan Canova
Civan Canova (ur. 28 czerwca 1955 w Ankarze, zm. 20 sierpnia 2022 w Stambule) – turecki aktor, reżyser teatralny oraz dramatopisarz.

## Biografia
Canova urodził się w Ankarze w 1955 roku, był synem tureckiego reżysera Mahira Canovy. Absolwent TED Ankara College (1973). Karierę aktorską rozpoczął debiutując w filmie Yılmaza Güneya Przyjaciel z 1974 roku. W tym samym roku wstąpił do Wydziału Teatralnego Państwowego Konserwatorium w Ankarze. Po czterech latach studiów dołączył do ekipy tureckich teatrów państwowych. Poza karierą aktorską zarówno na scenie, jak i przed kamerą, znany jest ze swoich sztuk. W latach 1998–2004 był żonaty z aktorką Açelyą Akkoyun. Canova nadal grał w tureckich Teatrach Państwowych.
Zmarł po długiej walce z rakiem płuc 20 sierpnia 2022 roku w wieku 67 lat.

## Napisane sztuki
- Düğün Şarkısı
- Erkekler Tuvaleti
- Evaristo
- Ful Yaprakları
- Gala
- Kör Buluşma
- Kızıl Ötesi Aydınlık
- MitosMorfos
- Neon
- Niobe
- Sokağa Çıkma Yasağı
- Üstat Harpagona Saygı ve Destek Gecesi